# ESP (gitarrtillverkare)
ESP, Japanskt företag som tillverkar gitarrer och basar

## Historia
1975 startade Hisatake Shibuya en butik i Tokyo vid namn Electric Sound Products (ESP). Butiken tillhandahöll specialdelar för gitarrer. ESP började också göra egna gitarrer för den japanska marknaden. 1983 lanserades gitarrerna i USA och började specialtillverka gitarrer för lokala New York-artister, bland dem Ron Wood i Rolling Stones.
Under senare delen av 80-talet upptäckte artister som till exempel Metallica, Megadeth och Slayer ESP Guitars och idag är ESP mycket populärt inom olika subgenrer av metal. Deras gitarrer utrustas oftast med EMG- eller Seymour Duncan-mikrofoner.
1996 lanserade ESP ett budgetalternativ som heter LTD. LTD fabrikstillverkades tidigare i Korea och tillverkas numera i Kina. ESP tillverkas i Japan och custommodellerna handtillverkas medan ESP standard fabrikstillverkas. Skillnaderna mellan LTD och ESP är framförallt materialet de tillverkas i. Enklare LTD-modeller använder egentillverkade mikrofoner istället för EMG och Seymour Duncan.

## Artister i urval
Många rock- och metal-artister använder ESP, till exempel:
- James Hetfield & Kirk Hammett - Metallica
- Emppu Vuorinen - Nightwish
- Alexi Laiho - Children of Bodom
- Kai Hansen - Gamma Ray, grundare av Helloween
- Michael Amott - Arch Enemy
- Ron Wood - Rolling Stones
- Max Cavalera - Soulfly, Cavalera Conspiracy,  ex-Sepultura
- Trent Reznor - Nine Inch Nails
- Pär Sundström - Sabaton
- Paul Landers & Richard Z. Kruspe - Rammstein
- Björn Gelotte & Jesper Strömblad - In Flames
- Silenoz & Galder - Dimmu Borgir
- Tom Araya & Jeff Hanneman - Slayer
- Michael Paget - Bullet for My Valentine
- Richie Sambora - Bon Jovi
- Jake E. Lee - Ozzy Osbourne - Badlands
- Syu - Galneryus